# Litsea resinosa
Litsea resinosa Blume – gatunek rośliny z rodziny wawrzynowatych (Lauraceae Juss.). Występuje naturalnie na Borneo oraz Półwyspie Malajskim (w melzyjskich stanach Kelantan, Terengganu, Perak, Pahang i Selangor). 

## Morfologia
PokrójZimozielone drzewo dorastające do 30 m wysokości. Pień jest wyposażony w korzenie podporowe. Kora ma szarą barwę, jest gładka lub spękana.
LiścieMają podłużny lub eliptyczny kształt. Mierzą 11–20 cm długości oraz 4–9 cm szerokości. Są skórzaste. Nasada liścia jest klinowa. Blaszka liściowa jest o ostrym wierzchołku. Ogonek liściowy jest nagi i dorasta do 10–25 mm długości.
KwiatySą jednopłciowe, zebrane w grona przypominające baldachy, rozwijają się w kątach pędów. Kwiatostany mierzą 3 cm długościref name=peb/>.
OwoceMają owalny kształt, osiągają 20 mm długości i 10 mm szerokości.

## Biologia i ekologia
Roślina jednopienna. Rośnie w lasach oraz na bagnach.